# Urso-pardo-de-sitka
O urso-pardo-de-sitka (Ursus arctos sitkensis) é uma subespécie de urso-pardo descrita por Merriam em 1896. É encontrado no sudeste do Alasca, mais especificamente nas ilhas ABC (Admiralty, Baranof e Chichagof), no arquipélago de Alexandre, e áreas continentais adjacentes, pelo que também é conhecido como urso-das-ilhas-ABC (em inglês, ABC Islands bear). É uma das sete subespécies de urso-pardo que ainda habitam a América do Norte.